# Tinho
Wellington Feitosa Queiroz, ou apenas Tinho (Campos dos Goytacazes, 23 de fevereiro de 1971) é um ex-futebolista brasileiro que atuava como zagueiro.

## Carreira
Capitão do time que conquistou a única Copa São Paulo de Futebol Júnior pelo Vasco da Gama, em 1992, Tinho subiu rapidamente para os profissionais e conquistando a vaga de titular. O zagueiro ajudou o grupo a conquistar o tricampeonato Carioca, também um feito único da história do clube, em 1992/1993/1994. Foram seis anos no time principal em São Januário até deixar a equipe onde foi criado. O jogador passou ainda pelo futebol árabe, Santa Cruz, Sport, Portuguesa, América-RJ e Paysandu. Tinho treinou o juvenil do Vasco em 2008 a 2009, ao lado de outro ex-jogador, o meia William.
Tinho que vestiu a camisa do Papão de 2002 a 2004, período em que o clube estava na Série A do Campeonato Brasileiro. Durante sua passagem pelo Alviceleste venceu a Copa dos Campeões e o Parazão em 2002, além de disputar a Copa Libertadores da América de 2003, participou da histórica vitória do Paysandu sobre o Boca Juniors na La Bombonera e até se aposentar no final de 2004.

## Títulos
Vasco Sub-20
- Torneio Carlinhos Maracanã: 1991
- Campeonato Carioca: 1991
- Taça Belo Horizonte: 1991
- Copa São Paulo de Futebol Júnior: 1992

Vasco da Gama
- Campeonato Carioca: 1992, 1993 e 1994
- Taça Guanabara: 1992 e 1994
- Taça Rio: 1992 e 1993
- Copa Rio Estadual: 1992 e 1993
- Campeonato Brasileiro: 1997
- Troféu Bortolotti: 1997
- Troféu Cidade de Zaragoza: 1993
- Troféu Cidade de Barcelona: 1993
- Torneio João Havelange: 1993
- Troféu Palma de Mallorca: 1995

Paysandu
- Campeonato Paraense: 2002
- Copa dos Campeões de 2002